# Europsko prvenstvo u košarci za žene – Španjolska 1987.
Europsko prvenstvo u košarci za žene 1987. godine održalo se u Španjolskoj 1987. godine.